# Air Ukraine
Air Ukraine (Oekraïens: Авіалінії України) was een Oekraïense luchtvaartmaatschappij met zijn thuisbasis in Kiev. Het was de nationale luchtvaartmaatschappij van 1992 tot 2002, die voortkwam uit Aeroflot toen de Sovjet-Unie in 1991 uiteen viel. 
Aanvankelijk beschikte Air Ukraine over een uitgebreide vloot van ex-Aeroflottoestellen, die de volgende jaren echter verminderde naarmate oudere toestellen uit dienst werden genomen of verkocht. Het bedrijf kwam in financiële moeilijkheden en in 2001 probeerde de Oekraïense staat om één sterke nationale maatschappij te vormen door een fusie van Air Ukraine met de private maatschappijen Aerosvit Airlines en Ukraine International Airlines. Air Ukraine vloog toen nog slechts met vijf toestellen, die vaak in beslag werden genomen op vraag van schuldeisers. Dit plan ging echter niet door en in 2002 werd Air Ukraine failliet verklaard.